# Wild Horse (film)
Pour les articles homonymes, voir Wild Horse.
Pour plus de détails, voir Fiche technique et Distribution.
Wild Horse est un film américain réalisé par Richard Thorpe et Sidney Algier, sorti en 1931.

## Synopsis
Jim Wright et Skeeter Burke sont engagés pour participer au rodéo organisé par le Colonel Ben Hall. Ce dernier offre 1 000 $ pour la capture de Devil, un cheval sauvage, pour qu'il soit la principale attraction du spectacle. Jim et Skeeter capturent le cheval, mais Gil Baker le vole et tue Skeeter dans la bagarre qui s'ensuit. Le shérif trouve Jim près du corps de Skeeter et l'arrête pour le meurtre. Sur le chemin vers la prison, quelqu'un tire sur le shérif et le blesse, Jim le transporte alors en ville et réussit à s'échapper. Il retourne voir le colonel et découvre que Baker se targue d'avoir capturé Devil. Jim raconte alors au colonel et à sa fille Alice ce qui s'est passé et ils le cachent. La publicité pour le rodéo annonçait Baker comme cavalier de Devil mais, lorsqu'il reconnaît Jim, il s'enfuit. Pour sauver le spectacle, Jim monte le cheval, mais il est reconnu et arrêté. Il arrive à s'évader de prison, mais le shérif, croyant à son innocence, ne le poursuit pas. Jim capture Baker et sauve ainsi sa réputation.

## Fiche technique
- Titre original : Wild Horse
- Réalisation : Richard Thorpe et Sidney Algier (en)
- Scénario : Jack Natteford, d'après une nouvelle de Peter B. Kyne (en) parue dans Hearst's International-Cosmopolitan
- Photographie : Ernest Miller
- Son : L. E. Tope
- Montage : Mildred Johnston
- Production : M. H. Hoffman
- Société de production : Allied Pictures Corporation
- Société de distribution : Allied Pictures Corporation
- Pays de production :  États-Unis
- Langue originale : anglais
- Format : noir et blanc — 35 mm — 1,37:1 — son Mono (RCA Photophone System)
- Genre : Western
- Durée : 77 minutes
- Date de sortie :
  - États-Unis : 27 juillet 1931

## Distribution
- Hoot Gibson : Jim Wright
- Alberta Vaughn : Alice Hall
- Stepin Fetchit : Stepin
- Neal Hart : Hank Howard
- Edmund Cobb : Gil Baker[1]
- George Bunny : Colonel Ben Hall
- Edward Peil Sr. : le shérif
- Skeeter Bill Robbins : Skeeter Burke
- Joe Rickson : Clark, le shérif adjoint
- Fred Gilman : Wally, l'ivrogne